# 泛美銀行
泛美銀行（Pan American Bank & Trust）是一家由美国联邦存款保险公司承保的私营银行，总部位于伊利诺伊州梅爾羅斯公園。该银行由American Bancorp of Illinois, Inc. 全资拥有。它在伊利诺伊州芝加哥及其周边地区设有六个办事处。 

## 历史
泛美銀行成立于1995年，并于2007年被American Bancorp. of Illinois, Inc. 收购。 